# Białe Siodełko (Mięguszowiecki Filar)
Białe Siodełko (ok. 2250 m n.p.m.) – miejsce na Mięguszowieckim Filarze w Tatrach Polskich, w którym jego grzęda zamienia się w położony powyżej filar. Białe Siodełko znajduje się w górnej części Mięguszowieckiego Filara. Do Bańdziocha opada z niego Biały Żlebek, na przeciwną, wschodnią stronę do Wielkiej Galerii Cubryńskiej piarżysto-skalisty, stromy stok. Na Białym Siodełku odgałęzia się także szeroki i piarżysty Zachód Janczewskiego.
Z Bańdziocha prowadzi na Białe Siodełko droga wspinaczkowa. Czas przejścia 30 min, trudność I w skali tatrzańskiej.
Pierwszymi ludźmi na Białym Siodełku byli Stanisław Krygowski z przewodnikami Jędrzejem Marusarzem i Janem Stopką Ceberniakiem młodszym 2 sierpnia 1906 r. (przeszli od Czerwonego do Białego Siodełka).